# SK Group
SK Group (에스케이그룹) er det 3. største konglomerat (Chaebol) i Sydkorea. SK Group er moderkoncern for 92 datterselskaber og associerede selskaber der deler SK-mærket og virksomhedskultur.
I 1997 skiftede virksomheden navn fra Sunkyoung Group (선경그룹) til SK Group.
SK Holdings rangerede som nr. 72 på Fortune Global 500-listen i 2009. SK Group har over 30.000 medarbejdere og 113 kontorer over hele verden. Koncernens største forretningsområder er kemikalier, olie og energi, den driver også Sydkoreas største mobilselskab, SK Telecom og forskellige services indenfor konstruktion, shipping, markedsføring, fastnettelefoni, bredbånd og trådløst internet WiBro. SK er markedsledende i flere af de sektorer koncernen driver virksomhed i. I 2012 har SK-koncernen opkøbt halvleder og hukommelseschipproducenten Hynix, som nu har skiftet navn til SK Hynix.

## Historie
Som mange andre Chaebols gik SK Groups topledelse i arv fra far til søn: Fra grundlæggeren Chey John-hyun til den nuværende topleder Chey Tae-won (ældste søn). Chey Tae-won er gift med den tidligere sydkoreanske præsident Roh Tae-woos datter. I maj 2008 fik han en tre års betinget fængselsdom for regnskabssvig til 1,2 mia. US $, men han blev senere samme år benådet.
SK Group begyndte i 1953 da grundlæggeren opkøbte virksomheden Sunkyung Textiles. I 1958 producerede virksomheden koreas første polyesterfibre. Sunkyung Fibers blev stiftet i juli 1969 og selskabet begyndte produktionen af originalt garn. I 1973 stiftede SK selskabet Sunkyong Oil og påbegyndte en strategi om styre produktionen fra olie til fibre. Samme år overtages Walkerhill Hotel.
Sunkyung Corporation modtog i 1976 en international handelslicens fra Koreas styre. I december 1980 opkøber SK-koncernen det privatejede olieselskab Korea National Oil, hvilket gør SK til Koreas 5. største konglomerat.

Januar 1988 påbegyndes importen af råolie fra Yemens Marib oliefelt til bearbejdning i Sydkorea.
Juni 1994 går SK ind på markedet for telekommunikation gennem opkøb af aktier i Korea Mobile Telecommunication Service. I january 1996 lancerer SK Telecom Sydkoreas første kommercielle CDMA-mobiltelefoninet i Incheon og Bucheon.
I maj 2006 begyndte SK Telecom driften af verdens første kommercielle HSDPAnetværk, med højkvalitets videotelefoni, data og global roaming adgang.
I 1998 skifter koncernen navn fra Sunkyong til SK. I juli 2007 indfører SK Group en holdingselskabsstruktur.

Gennem reorganiseringen blev SK opdelt i et investeringsselskab og et driftsselskab, disse selskaber kendes i dag som SK Holdings og SK Energy. Datterselskaberne der nu oprerer under SK holdings inkluderer: SK Energy, SK Telecom, SK Networks, SKC, SK E&S, SK Shipping og K Power

## Kerneforretninger
SKs kerneforretninger er energi og telekommunikation. 13 af selskaberne er noteret på Korea Exchange: SK Holdings, SK Innovation, SK Telecom, SKC, SKC Solmics, SK Chemicals, SK C&C, SK Networks, SK Gas, SK Communications, SK Broadband, SK Hynix og SK Securities. SK Telecom’s ADRs er også noteret på New York Stock Exchange.

## Datterselskaber og associerede selskaber
Blandt virksomhederne i SK-koncernen er: SK E&C, SK Energy, SK Telecom, SK Broadband, SK Networks, SK M&C, SKC, SK E&S, SK Shipping, SK Telink, K-Power, SK C&C og SK Wyverns.
SKC er markedsledende indenfor kemikalier og folie.
SK Energy og SK Innovation olie og olieraffinering.
SK Telecom mobiltelefoniselskab og internetudbyder.
SK E&C olie & gas, petrokemi, elektricitet, miljøbeskyttelse, industri, civil, byggeri og boliger.
SK Holdings er en del af SK-koncernen og holdingselskab for en del af den.
SK Telink er datterselskab til SK Telecom og udbyder udlandstelefoni.
SK Marketing & Company er et markedsføringsselskab.
SK C&C tilbyder IT-services indenfor GIS, ITS, ERP, national security & defense, postal, e-government, e-learning, postal og andet.
SK Wyverns er et sydkoreansk baseballhold.